# Vanadyl dibromide
Vanadyl đibromide là một hợp chất vô cơ, một muối oxybromide của kim loại vanadi và axit bromhydric với công thức VOBr2, tinh thể màu nâu, nó hòa tan trong nước tạo thành dung dịch màu dương của VOBr2·5H2O.

## Điều chế
Làm phân hủy vanadyl tribromide bằng cách đun nóng sẽ tạo ra muối:
{\displaystyle {\mathsf {2VOBr_{3}\ \xrightarrow {180^{o}C} \ 2VOBr_{2}+Br_{2}}}}

## Tính chất vật lý
Vanadyl đibromide tạo thành tinh thể màu nâu khi khan.
Nó hòa tan trong nước lạnh, tạo thành dung dịch màu xanh dương của pentahydrat VOBr2·5H2O.

## Tính chất hóa học
- Nó bị phân hủy khi đun nóng trong chân không:

{\displaystyle {\mathsf {2VOBr_{2}\ \xrightarrow {360^{o}C} \ 2VOBr+Br_{2}}}}
- Khi đun nóng trong không khí, nó phản ứng với oxy:

{\displaystyle {\mathsf {4VOBr_{2}+3O_{2}\ \xrightarrow {T} \ 2V_{2}O_{5}+4Br_{2}}}}

## Hợp chất khác
VOBr2 còn tạo một số hợp chất với NH3, như VOBr2·2NH3 là chất rắn màu xám hay VOBr2·5NH3 là chất rắn màu xám nâu.